# Serra da Albueira
A Serra da Albueira fica em Portugal, no concelho de Vila Franca de Xira onde hoje se localiza a povoação do Forte da Casa.
Esta designação deriva do facto de nesta serra, em 1810-1811, por altura das Invasões Francesas, se aí ter construído o forte nº38 o qual continha um paiol no seu interior.
É também nesta serra que se situa um importante local arqueológico, o das trincheiras da 2ª Linha de defesa das Linhas de Torres Vedras, um dos locais mais importantes em que foi travada a Terceira Invasão Francesa, durante a Guerra Peninsular.
Na serra, também se encontram outros dois locais históricos, o Forte da Casa da Serra de Albueira e o Forte da Arroteia